# Universitat Vytautas el Gran
La Universitat Vytautas el Gran (en lituà: Vytauto Didžiojo universitetas) és una universitat lituana situada a Kaunas, fundada l'any 1922 durant la guerra lituanopolonesa com una universitat alternativa. Es poden cursar estudis com ara: ciències polítiques, economia, història, teologia, periodisme, història de l'art, filologia, ciències socials, dret, ciències naturals, informàtica, i treball social entre altres estudis.
El nom de la universitat prové del Gran Duc Vitautas el Gran, heroi nacional que es va enfrontar a l'Orde Teutònic en la batalla de Grunwald.
Aquesta universitat està dins de diversos programes internacionals, com ara Sòcrates i Erasmus.